# Новик (остров, Ленинградская область)
Новик, Манту-Сари, Менц-Сари (фин. Mäntysaari) – остров в Выборгском заливе. Административно относится к Выборгскому району Ленинградской области.
Новик расположен между островами Крепыш и Кормовой в центральной части Малого транзундского рейда. Размеры острова – 600 м в длину и немногим более 500 в ширину. У его северной и южной оконечностей лежат два небольших островка. Имеет плоский и песчаный ландшафт, на западе его берег каменист. Большая часть острова покрыта сосновым лесом, благодаря которому и возникло его финское название (mänty – сосна, saari – остров). Практически со всех сторон Новик окружен отмелями со значительным количеством надводных и подводных камней. Северная оконечность острова представляет собой длинную песчаную косу.
В глубине Новика находится старое кладбище, появившееся на острове, видимо, в 1788–1790 годах, когда здесь были погребены русские моряки, погибшие во время очередной русско-шведской войны. Позднее на нём хоронились умиравшие во время летних кампаний нижние чины Практической эскадры Балтийского флота. В 2001–2005 годах кладбище было обустроено, могилы были приведены в порядок. Под руководством исполнительного директора Центра гражданского и патриотического воспитания молодежи С. Шихаева и при помощи воспитанников клубов юных моряков Санкт-Петербурга, Кронштадта, Костромы, Павловска и Северодвинска на кладбище восстановлено 59 могил. До наших дней сохранились некоторые надгробные плиты и памятники, ни один из чугунных крестов до нас не дошёл – они были варварски срезаны.

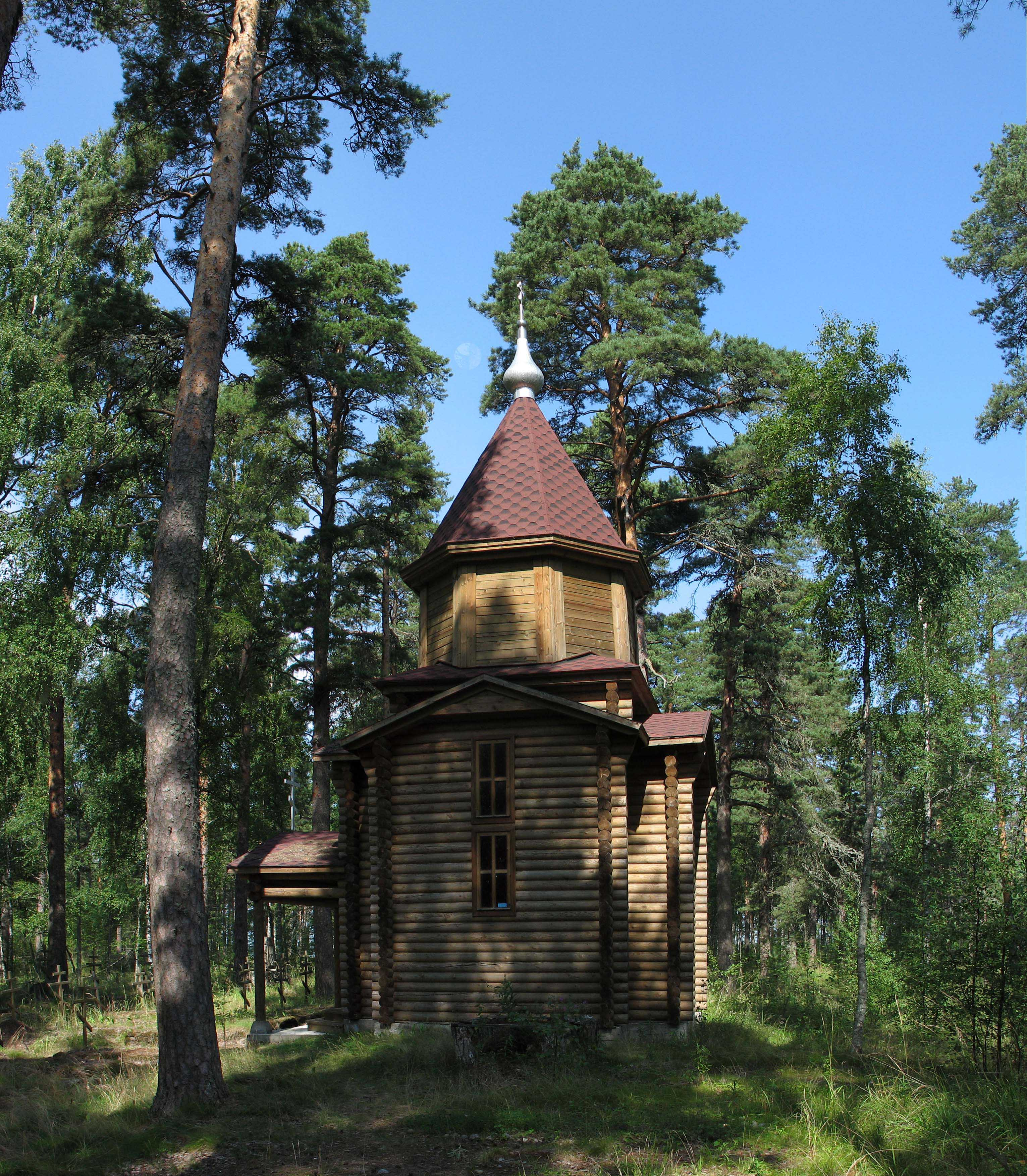
Часовня

29 августа 1891 года на острове была освящена часовня с образом Святого Николая Чудотворца, а в 2002 году здесь открылась вновь построенная деревянная часовня в память о российских моряках.
В северо-восточной части острова сохранились остатки причала.
После советско-финской войны 1939–1940 годов остров отошёл от Финляндии к СССР. В начале Великой Отечественной войны финны вновь заняли остров. Однако утром 4 июля 1944 года на Манту-Сари были высажены две роты 160-го стрелкового полка 224-й стрелковой дивизии Красной армии, после чего финские войска оставили остров.
В 50-е годы по инициативе выборгских судостроителей остров Манту-Сари был переименован в память о прославленных кораблях Российского флота, носивших название "Новик".